# Maccabi Haifa Football Club
Maccabi Haifa Football Club  (em língua hebraica, מועדון הכדורגל מכבי חיפה, Moadon HaKaduregel Maccabi Haifa) é um clube de futebol Israelense fundado em 1913. É a principal associação de esportes de Haifa, no norte de Israel. Esta associação opera times de esportes, sendo os de futebol e basquete os principais.
Em 2012 o time ficou famoso após protagonizar um gol contra com ação do vento, durante uma partida contra o Dinamo de Kiev.

## Estádio
O Maccabi Haifa manda os seus jogos no Estádio Sammy Ofer, em Haifa, que possui capacidade para abrigar 30.858 torcedores.

## Títulos
- Campeonato Israelense de Futebol: 15 vezes (1983/84, 1984/85, 1988/89, 1990/91, 1993/94, 2000/01, 2001/02, 2003/04, 2004/05, 2005/06, 2008/09, 2010/11, 2020/21, 2021/22 e 2022/23) .
- Campeonato Israelense Segunda Divisão: 2 vezes (1965/66 e 1974/75).
- Copa do Estado de Israel: 5 vezes (1962, 1991, 1993, 1995 e 1998).
- Copa dos Campeões de Israel: 3 vezes (1962, 1985 e 1989).
- Copa Toto: 4 vezes (1994, 2002, 2006 e 2008).
- Copa Sukkot: 1 vez (1958).
- Copa Lilian: 1 vez (1984).
- Copa Milk: 1 vez (2004).

### Competições europeias
- Liga dos Campeões da UEFA
  - Fase de grupos (3 vezes): 2002–03, 2009–10, 2022–23.
- Liga Europa da UEFA
  - Oitavas-de-final (1 vez): 2006–07.
  - Fase de grupos (2 vezes): 2011–12, 2013–14.
- Liga Conferência Europa da UEFA
  - Fase de grupos (1 vez): 2021–22.

## Grandes jogadores
| - Ahron Amar - Zahi Armeli - Reuven Atar - Dudu Aouate - Arik Benado - Yossi Benayoun - Eyal Berkovic - Adoram Keisi - Nir Klinger - Ronny Levy - Avi Ran - Dani Shmulevich-Rom - Ronny Rosenthal - Haim Revivo - Yochanan Vollach - Yisha'ayahu Schvager - Michael Zandberg - Maor Buzaglo | - Victor Pacha - Wescley - Xavier - Nenad Pralija - Đovani Roso - Viktor Chanov - Adrien Silva - Tjaronn Chery |

## Técnicos famosos
| - Mordechai Spiegler (1979) - Dror Kashtan (1987-88) - Daniel Brailovsky (1998-99) - Dušan Uhrin (1999-00) - Avram Grant (2000-02) - Itzhak Shum (2002-03) - Ronny Levy (2003-08) - Elisha Levy (2008-) |

## Uniformes

### Uniformes atuais
- 1º - Camisa verde, calção e meias verdes;
- 2º - Camisa branca, calção e meias brancas;
- 3º - Camisa preta, calção e meias pretas.

| Primeiro Uniforme | Segundo Uniforme | Terceiro Uniforme |

### Uniformes dos goleiros
- Camisa laranja, calção preto e meias laranjas;
- Camisa azul, calção e meias azuis;
- Camisa amarela, calção e meias amarelas.

| Cores do Time · Cores do Time · Cores do Time · Cores do Time · Cores do Time | Cores do Time · Cores do Time · Cores do Time · Cores do Time · Cores do Time | Cores do Time · Cores do Time · Cores do Time · Cores do Time · Cores do Time |

### Uniformes anteriores
- 2013-14

| Primeiro | Segundo | Terceiro | Quarto |

- 2012-13

| Primeiro | Segundo | Terceiro | Quarto |

- 2011-12

| Primeiro | Segundo | Terceiro | Quarto |

- 2010-11

| Primeiro | Segundo | Terceiro |

- 2009-10

| Primeiro | Segundo | Terceiro | Quarto |